# Espacio de color CIE 1931
El espacio de color CIE 1931 es el nombre de uno de los primeros espacios de color definidos matemáticamente. Fue establecido en 1931 por la Commission internationale de l'éclairage (CIE), basándose en una serie de experimentos realizados a finales de los años 1920 por W. David Wright y John Guild; sus resultados experimentales fueron incluidos en la especificación CIE RGB, del cual se derivó la especificación de 1931. Con él se definieron con precisión los tres colores primarios de la síntesis aditiva de color, a partir de los cuales pueden crearse todos los demás.
En este modelo Y significa luminosidad, Z es aproximadamente igual al estímulo de azul (conos S), y X es una mezcla tendiente a la curva de sensibilidad del rojo al verde (conos L y M). De esta manera, XYZ puede confundirse con las respuestas de los conos en RGB. Sin embargo, en el espacio de color CIE XYZ, los valores de triple estímulo no equivalen a las respuestas S, M y L del ojo humano, incluso teniendo en cuenta que X y Z son aproximadamente rojo y azul; realmente, deben verse como parámetros 'derivados' de los colores rojo, verde y azul.

## El diagrama de cromaticidad CIExy, y el espacio de color CIExyY

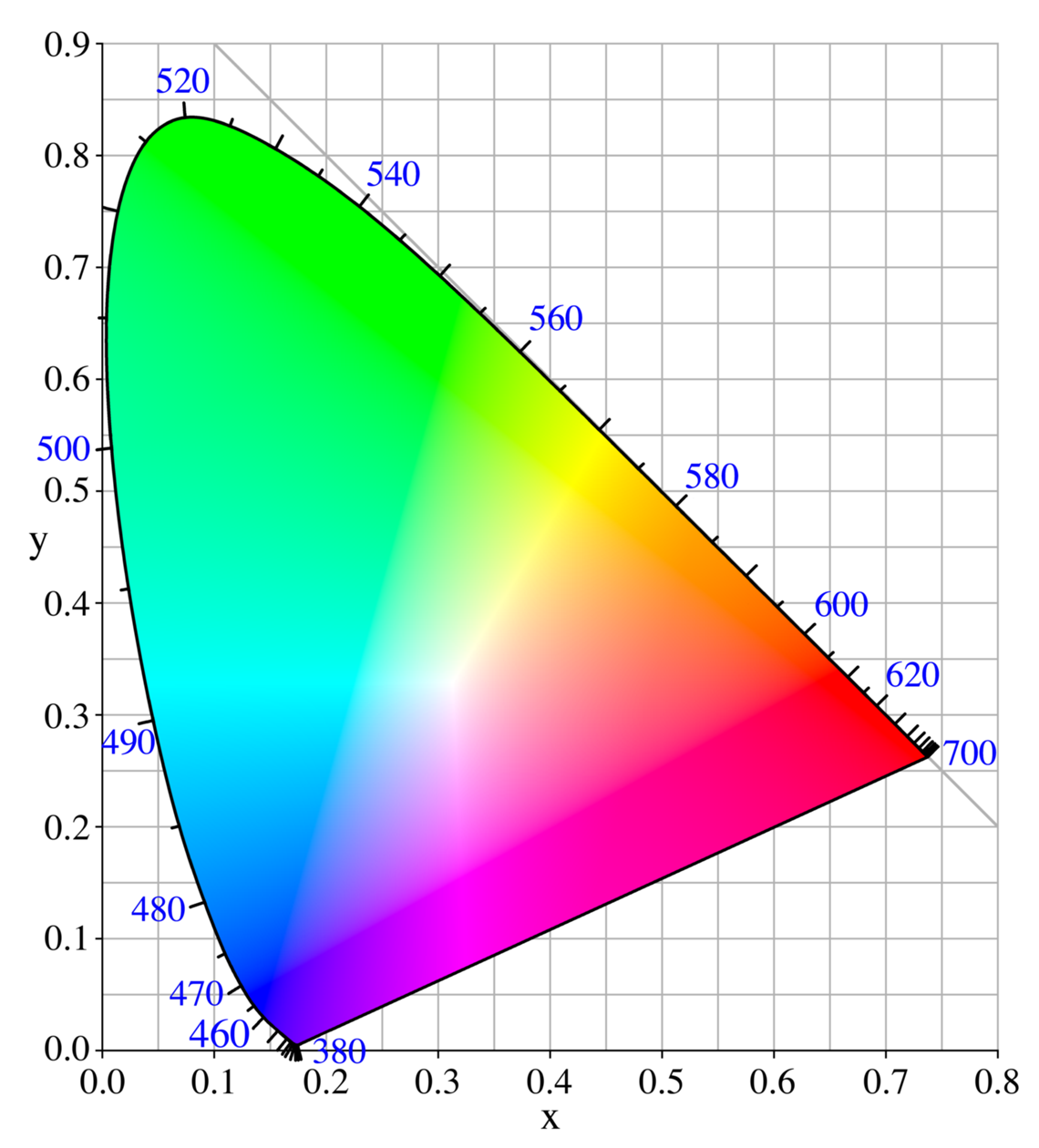
Diagrama de cromaticidad del espacio de color The CIE 1931. La frontera curvada externa es el nicho espectral (o monocromático), con las longitudes de onda mostradas en nanómetros. Téngase en cuenta que esta imagen muestra los colores utilizando el modelo de color sRGB (posible en un monitor), y los colores por fuera de dicha gama no pueden ser reproducidos de forma adecuada. Incluso, es posible que dependiendo del espacio de color y la calibración de su propio monitor (o dispositivo de representación de imágenes), los colores sRGB tampoco pueden ser apropiadamente representados. Este modelo representa una aproximación utilizando los colores que pueden ser vistos en un monitor o en un televisor.

El espacio de color CIE 1931, mostrado a través de los colores (de menos saturación y brillo) que pueden ser reproducidos a través de pigmentos, como aquellos utilizados en impresión. Los nombres de los colores se toman del sistema de color Munsell.

Debido a que el ojo humano tiene tres tipos de células receptoras de color, que se estimulan ante distintos rangos de longitud de onda, una carta completa de todos los colores visibles es realmente una figura tridimensional. De esta forma, el concepto de color puede ser dividido en dos partes: brillo y cromaticidad. Por ejemplo, el color blanco es un color brillante, mientras que el gris puede ser considerado como una forma menos brillante del mismo blanco. En otras palabras, la cromaticidad del blanco y el gris es equivalente, y lo que difiere es su luminosidad o brillo.
El espacio CIE xyY fue deliberadamente diseñado, de tal manera que el parámetro Y es una medida del brillo o luminosidad de un color. La cromaticidad de un color se determina luego a través de dos parámetros derivados x e y, dos de los tres valores normalizados, en función de los tres valores X, Y y Z:
{\displaystyle x={\frac {X}{X+Y+Z}}}
{\displaystyle y={\frac {Y}{X+Y+Z}}}
{\displaystyle z={\frac {Z}{X+Y+Z}}=1-x-y}
El espacio de color derivado, especificado por x, y e Y es conocido como el espacio de color CIExyY y es ampliamente usado para especificar colores en la práctica.
Los valores del triestímulo X e Z pueden ser calculados de los valores de cromaticidad x e y, y el valor del triestímulo Y:
{\displaystyle X={\frac {Y}{y}}x}
{\displaystyle Z={\frac {Y}{y}}(1-x-y)}
La figura de la derecha muestra el diagrama de cromaticidad relacionado. La frontera externa es el nicho espectral, cuyas longitudes de onda se muestran en nanómetros. Nótese que el diagrama de cromaticidad es una herramienta para especificar cómo el ojo humano experimentará la luz recibida de un determinado espectro. No puede especificar colores de objetos (o de tintas de impresión), debido a que el aspecto de un objeto depende además de la fuente de luz.
Matemáticamente, x e y son coordenadas de proyección, y los colores del diagrama de cromaticidad forman parte de una región del plano de proyección.
La carta de cromaticidad ilustra algunas propiedades interesantes del espacio de color CIE XYZ:
- La carta representa todas las cromaticidades visibles por una persona promedio. Estas se muestran en color, y esta región se conoce como la gama de la visión humana. La gama de todas las cromaticidades visibles en la carta CIE es la figura en forma de herradura de caballo (o en forma de lengua) que se muestra coloreada. El nicho espectral corresponde a luz monocromática (con cada punto representando una tonalidad pura de una sola longitud de onda), con las longitudes de onda mostradas en nanómetros. El borde recto en la parte baja de la gama es conocida como la línea del púrpura. Estos colores, a pesar de que se encuentran al borde de la gama, no existen realmente en la luz monocromática. Los colores menos saturados aparecen en el interior del esquema, con el blanco hacia el centro.

- Se ha visto que todas las cromaticidades visibles corresponden a valores no negativos de x, y, y z (y por tanto a valores no negativos de X, Y, y Z).

- Si se escoge cualquier par de puntos de color en la carta cromática, todos los colores que aparezcan en línea recta entre los dos puntos pueden ser formados a través de la mezcla de estos dos colores. Esto conlleva a deducir que la gama de los colores debe ser de forma convexa. Todos los colores que pueden ser formados mezclando tres primarios pueden ser encontrados dentro del triángulo formado por los puntos iniciales en la carta de cromaticidad (y de la misma manera, para múltiples fuentes).

- Puede apreciarse que, a través de tres fuentes de color (primario) reales, es imposible cubrir en su totalidad la gama de la visión humana. Visto geométricamente, no existen tres puntos dentro de los cuales la gama formada por un triángulo incluya toda la gama posible; o visto de una forma más sencilla, la gama de la visión humana no es triangular.

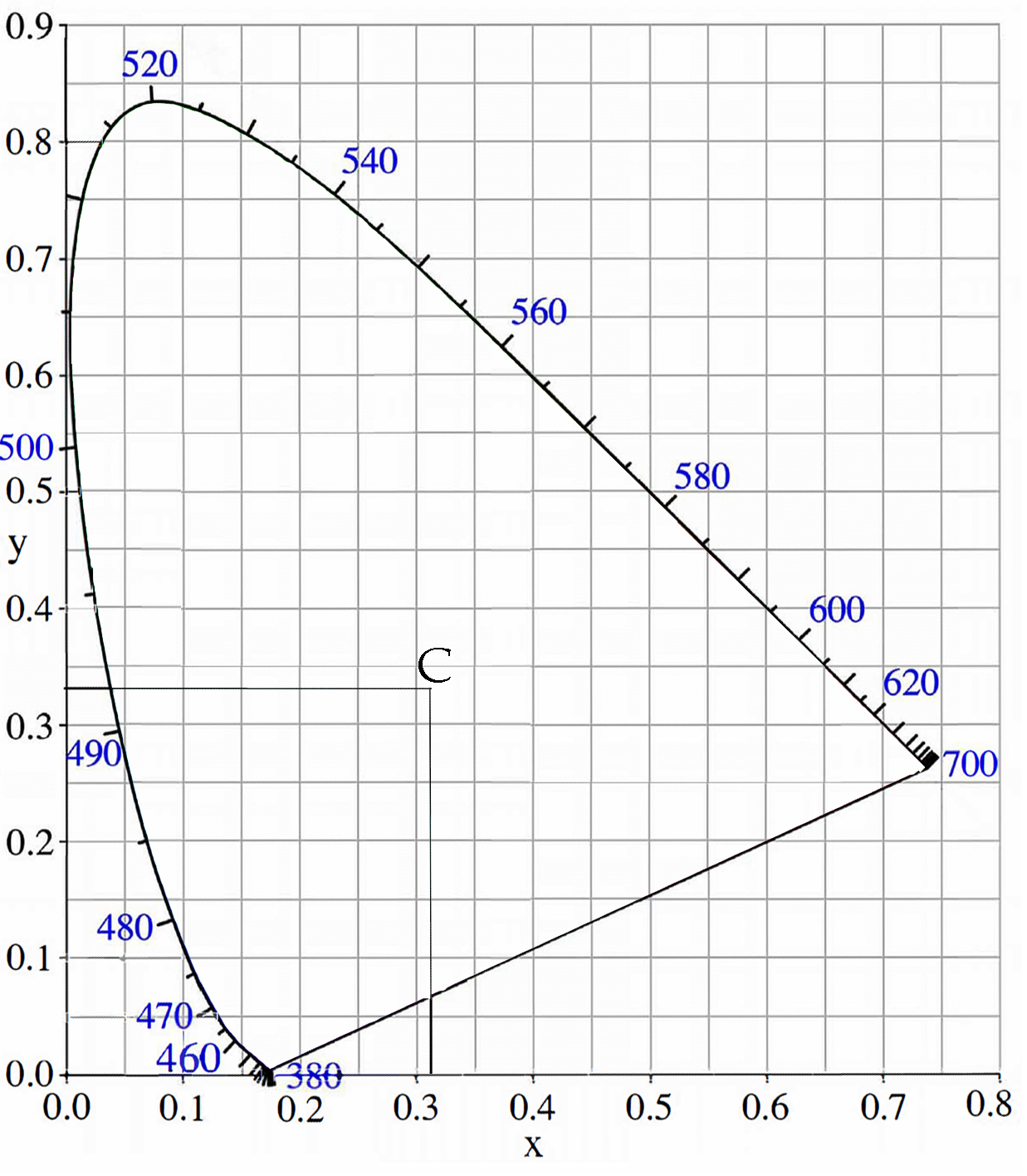
Diagrama cie 1931

.

## CIE XYZ
La CIE desarrolló el sistema de color XYZ o estándar. En la actualidad, este sistema se sigue usando como referencia para definir los colores que percibe el ojo humano y otros espacios de 
color. El modelo RGB se basa en colores primarios aditivos. Por el contrario, el CIE XYZ se basa en 3 primarios imaginarios con caracterización espectral (X, Y y Z), que son los que representan el color (ondas electromagnéticas). Estos se combinan para formar todos los colores visibles por el “observador estándar”.

## CIE L*a*b*
En 1986 la “Comisión Internationale de L’Eclairage” (CIE), para lograr una representación perceptualmente uniforme del color (uno de los métodos para determinarlo objetivamente, basándose en la determinación de valores triestímulo XYZ) estableció el espacio CIE Lab. Este espacio vectorial utiliza una terna de ejes ortogonales, se basa en el modelo de los colores opuestos, y define cada color a partir de unas coordenadas denominadas L* (claridad/oscuridad: 0, negro, a 100, blanco); a* (“+60” intensidad de color rojo y “–60” de color verde), y b* (“+60” intensidad de color amarillo y “–60” de color azul). De esta manera, los colores se representan en el espacio a unas distancias proporcionales a las diferencias visuales entre ellos. Es, por tanto, un sistema recomendado para mediciones industriales del color de los alimentos.